# جوزيف هيو ألين
جوزيف هيو ألين (بالإنجليزية: Joseph Hugh Allen)‏ هو سياسي أمريكي، ولد في 27 يناير 1940 في باي تاون في الولايات المتحدة، وتوفي في 24 مايو 2008. حزبياً، نشط في الحزب الديمقراطي. وقد انتخب عضو مجلس نواب تكساس.